# Carretera Federal 25
La Carretera Federal 25 es una carretera mexicana que recorre los estados de Aguascalientes y Zacatecas. Inicia en la ciudad de Aguascalientes y termina en Loreto, Zacatecas y tiene una longitud total de 50 km.
Las carreteras federales de México se designan con números impares para rutas norte-sur y con números pares para las rutas este-oeste. Las designaciones numéricas ascienden hacia el sur de México para las rutas norte-sur y ascienden hacia el Este para las rutas este-oeste. Por lo tanto, la carretera federal 25, debido a su trayectoria de norte-sur, tiene la designación de número impar, y por estar ubicada en el Norte de México le corresponde la designación n.º 25.

## Trayectoria

### Aguascalientes
Longitud = 43 km
- Aguascalientes – Carretera Federal 45
- Villa Juárez
- Lázaro Cárdenas
- Ciénaga Grande – Carretera Federal 22

### Zacatecas
Longitud = 7 km
- Loreto